# Brinquedos Coluna
Brinquedos Coluna foi uma empresa fabricante de brinquedos. Surgiu nos anos 1950, em Curitiba, primeiramente produzindo carrinhos e caminhões de madeira. Logo obteve licença da Disney e da Turma da Mônica para uso dos personagens na confecção dos seus brinquedos. 

## Linha de produtos
Dentre os produtos e linhas de produtos que a Coluna lançou ao longo de sua existência, constam:
- O Disco Sabe-Tudo;
- Loto;
- Turma da Mônica;
- Mako Bonequinha;
- Jogo de Frações;
- Carimbos "Os Flintstones".[2]